# Diaconicon

Emplacement du diaconicon.

Le diaconicon (en grec : διακονικόν diakonikon ; en russe : диаконник ou Малая ризница) est l'absidiole latérale sud (à droite de l'iconostase) placée sous la surveillance d'un diacre où sont conservés les vases sacrés et les vêtements liturgiques dans les édifices religieux orthodoxes. Elle correspond à la sacristie chez les chrétiens d'occident.
Les orthodoxes distinguent la petite sacristie, qu'ils appellent diakonik qui représente une ou deux pièces garnies d'armoires pour contenir les ustensiles liturgiques, de la grande sacristie appelée Bolchaïa riznitsa, des monastères et cathédrales, séparées du bâtiment principal dans une extension ou un bâtiment voisin. L'abside symétriquement opposée au diakonik est le jertvennik où sont déposés les calices et les diskos.

## Source
- (ru) Cet article est partiellement ou en totalité issu de l’article de Wikipédia en russe intitulé « Ризница » (voir la liste des auteurs).